# Grow!
Grow!（ぐろう）は、プロジェクトではなく個人に対する資金調達を支援する、寄付型の側面を有する購入型クラウドファンディングサービス。クリエイターの会費制ファンクラブや後援会をホスティングするウェブサービスであり、「ソーシャル・パトロン・プラットフォーム」を標榜する。クリエイターの申請に従ってコミュニティが開設され、作品の鑑賞側はそのコミュニティに対して500円から1万円までのいずれかに設定された月会費を支払うことで、各クリエイターのファンやタニマチあるいはパトロンにあたる「サポーター」になることができる。サポーターになることで会員特典ページへのアクセス権を購入したことになり（購入型の所以）、会員限定のコンテンツなどを享受することができる（クリエイターによって内容は異なる）。クリエイターの収益基盤としての役割のみならず、ファンやパトロンとのコミュニケーションの場としての側面も重要視されつつある。
2011年4月のβ運用開始当初はfacebook等の「いいね！」ボタンを想起させる「Grow!」ボタンによる投げ銭システムであったが、2012年8月22日にクローズドな会費制コミュニティサイトにサービスを一新した。Grow!ボタンでは押した側と押された側の継続的な関係性を作りきれなかったため、コミュニティや収益の継続性を確保するための転進であった。
クリエイターに利益を還元する新しい潮流としてマスメディアからも注目を集め、ラジオではFMヨコハマの「E-ne! 〜good for you〜」（2012年8月1日）やinterFMの「Waku Waku」（2012年10月13日）、テレビでもテレビ東京の「ワールドビジネスサテライト」（2012年3月15日）に取り上げられた。2012年10月にはクリエイティブ・コモンズ・ジャパンがGrow!上にコミュニティを開設したことを受け、フリーコンテンツ・クリエイターの参画・利用が期待されている。
2013年末頃、サービス終了。